# NSU-Fiat

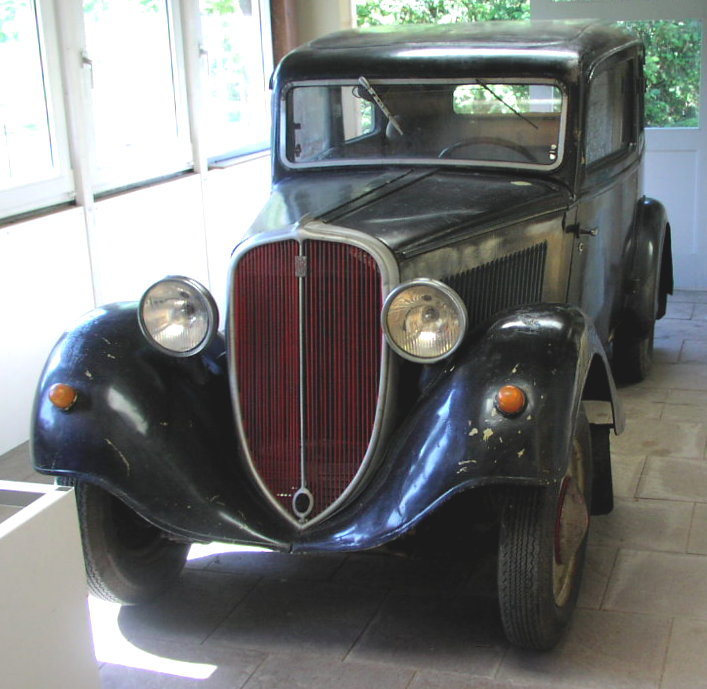
NSU-Fiat 1000 (1934).

NSU-Fiat, även känt under namnet Neckar, var en tysk licenstillverkare av Fiats personbilsmodeller. 
NSU-Fiat skapades 1929 då Fiat tog över all biltillverkning från NSU som hamnat i en ekonomisk kris. Fiat fortsatte en kort tid med tillverkningen av NSU:s modeller i den från NSU övertagna fabriken i Heilbronn, för att senare övergå till licenstillverkning av Fiats egna modeller varav de mest kända var Fiat Topolino och Fiat Balilla. När NSU åter började tillverka personbilar bytte företaget efter en rättstvist namn till Neckar 1957. Tillverkningen varade fram till 1971 med licensbygga versioner av modeller som Neckar Weinsberg (Fiat 500) och Neckar Jagst (Fiat 600). Tillverkningen lades ner på grund av för höga produktionskostnader. Fiat har fortfarande sin tyska generalagentur i Heilbronn.